# Ville Nevalainen
Ville Nevalainen (Juuka, 1984. október 20. –) finn nemzetközi labdarúgó-játékvezető.

## Pályafutása
Játékvezetésből 2001-ben vizsgázott. Az SPL JB minősítésével a 2011-től Veikkausliiga játékvezetője. Küldési gyakorlat szerint rendszeres 4. bírói, illetve alapvonalbírói szolgálatot is végez. Vezetett kupadöntők száma: 1. Veikkausliiga mérkőzéseinek száma: 83 (2011. 07. 11.–2016. 04. 24.).
| Időpont            | Helyszín                  | Mérkőzés típusa                | Mérkőzés                    | Eredmény | Nézők száma |
| ------------------ | ------------------------- | ------------------------------ | --------------------------- | -------- | ----------- |
| 2011. július 11.   | Harjun Stadion, Jyväskylä | első Veikkausliiga mérkőzése   | Jyväskylän JK–Rovaniemen PS | 3 – 0    | 3752        |
| 2014. november 18. | Sonera Stadium, Helsinki  | Finn labdarúgókupa döntő       | Helsingin JK–FC Inter Turku | 0 – 0    | 2349        |
| 2016. április 24.  | Hietelahti, Vaasa         | utolsó Veikkausliiga mérkőzése | Vaasan PS–FC Inter Turku    | 0 – 0    | 1492        |

A Finn labdarúgó-szövetség JB terjesztette fel nemzetközi játékvezetőnek, a Nemzetközi Labdarúgó-szövetség (FIFA) 2014-től tartja nyilván bírói keretében. A FIFA JB központi nyelvei közül az angolt beszéli. Több nemzetek közötti válogatott (Labdarúgó-Európa-bajnokság), valamint Európa-liga és UEFA-bajnokok ligája klubmérkőzést vezetett, vagy működő társának 4. bíróként, illetve alapvonalbíróként segített. Szakmai felkészültségét rendszeresen igénybe veszik a Tippeligaen és a Allsvenskan labdarúgó-bajnokságban.
A 2016-os U17-es labdarúgó-Európa-bajnokságon az UEFA JB játékvezetőként foglalkoztatta.
| Időpont         | Helyszín               | Mérkőzés típusa              | Mérkőzés              | Eredmény |
| --------------- | ---------------------- | ---------------------------- | --------------------- | -------- |
| 2016. május 6.  | Dalga Arena, Baku      | csoportmérkőzés (C. csoport) | Franciaország–Dánia   | 0 – 0    |
| 2016. május 9.  | Olimpiai Stadion, Baku | csoportmérkőzés (D. csoport) | Szerbia–Spanyolország | 1 – 1    |
| 2016. május 11. | Dalga Arena, Baku      | csoportmérkőzés (A. csoport) | Portugália–Belgium    | 0 – 0    |
| 2016. május 15. | Bakcell Arena, Baku    | egyik negyeddöntő            | Svédország–Hollandia  | 0 – 1    |